# 정약종
정약종(丁若鍾, 1760년 ~ 1801년 2월 26일)은 조선 정조 때의 학자이며, 로마 가톨릭교회 순교자이다. 본관은 나주, 세례명은 아우구스티노이다. 1795년 이승훈과 함께 중국인 선교사 주문모를 맞아들이고 한국 최초의 조선천주교 회장을 지냈다. 정약용의 셋째 형으로 형제중 가장 늦게 천주교인이 되었으나 탄압과 박해에도 불구하고 흔들리지 않는 신앙을 유지하다가 신유박해 때 서소문 밖에서 순교하였다. 2014년 8월 16일 광화문 광장에서 시복(諡福)되었다.

## 생애

### 어린 시절
본관 나주(羅州),  진주목사를 지낸 정재원(丁載遠)의 셋째 아들로 경기도 광주(지금의 남양주시 조안면 능내리) 태어났다. 위로 형 정약현과 정약전이 있고 동생 정약용이 있다. 젊어서는 성호 이익 밑에서 성리학을 공부했다. 한때는 도교를 연구하기도 했다. 천성이 곧고 모든 일에 정성을 다하는 성품을 지녔다.
아버지 정재원은 1762년 3월에 생원시에 합격한후에는 대과에 응시하지 않았다. 출세에는 큰 욕심이 없었기에 사돈인 채제공이 대과 응시를 여러차례 권유하였으나 마다하였다. 뒤늦게 음관으로 벼슬길에 나간것은 생활고 때문이었으며 호조좌랑, 울산부사, 진주목사(정3품)까지 지냈다.

### 가문의 내력
본관은 압해(押海)였다. 지금은 전라남도 신안군에 속하는 섬이지만 조선시대에는 나주목에 속해있었기에 나주 정씨로도 불렸다. 조상들은 고려 말에 황해도 배천에 살다가 조선이 개국하자 서울로 이주했다. 11대 조부 정자급(丁子伋)이 승문원 교리를 지낸이래 8대에 걸쳐 벼슬을 하였다. 홍문관 부제학을 지낸 정수강, 병조 판서를 지낸 정옥형, 의정부 좌찬성을 지낸 정응두, 대사헌을 지낸 정윤복, 강원도 관찰사를 지낸 정호선, 홍문관 교리를 지낸 정언벽, 병조 참의를 지낸 정시윤이다. 8대 조상이 연이어 모두 홍문관 명부에 이름을 올렸는데, 홍문관은 사헌부, 사간원과 함께 삼사(三司)로 불린 중요부서로 학문이 높은 학자관료만 들어갈 수 있었다.
조선의 역대 문과 급제자들의 명부인 '국조문과방목'을 보면 홍문관에서 근무한 자들은 따로 표시할 정도로 높은 평가를 받았다. 조선시대 청요직(淸要職)의 상징으로서 정승·판서 등 고위 관리들은 거의 예외없이 이곳을 거쳐갔다. 1694년(숙종 20) 갑술환국으로 서인이 집권하여 남인이 몰락하자 5대조 정시윤은 당쟁을 피해 경기도 광주 마현(馬峴)으로 옮겨 살았다. 고조부 정도태(丁道泰), 증조부 정항신(丁恒愼)은 벼슬을 하지 못했다. , 조부 정지해(丁志諧)는 통덕랑을 역임했다.

### 천주교 입문
1786년에 정약전의 권유로 로마 가톨릭교회 세례를 받으면서 '아우구스티노'라는 세례명을 받게 된다. 1787년(정조 11) 10월경, 반회사건이 발생하는데, 당사자들에게 직접적인 처벌이 내려지지는 않았다. 그러나 천주학 도서의 도입과 유포가 문제되어 1788년 8월에 전국에 천주교 관련 서적을 색출, 소각하는 조처가 내려졌다. 이때 아버지 정재원은 자식들에게 천주학을 멀리하라고 명했다. 동생 정약용과 형 정약전은 아버지 말씀대로 따랐으나 정약종은 천주학을 내려 놓지 못했다.

### 신해박해
1791년, 전라도 진산에 선비 윤지충이 조상제사 금지의 교리를 지키고자 모친상을 천주교식으로 치른후 제사를 폐함으로 인해 사회적으로 큰 물의를 일으키는 진산사건이 발생했다. 정약종의 집안도 큰 충격에 휩싸였다. 윤지충은 외가쪽 친척이었기 때문이다. 조상제사거부는 유학의 핵심인 '효'를 부정하는 일로써, 이는 곧 나라의 어버이 되는 왕에 대한 '충'을 부정하는 행위였다. 이는 유교이념으로 떠받쳐져 있는 조선의 지배체제 자체를 부정하고 도전하는 것이었다. 윤지충과 권상연은 참수당했다.
그동안 정조는 천주교에 대해 관대한 정책을 펼쳤었다. 그러나 지난 1785년 명례방 사건이후 천주교를 사교로 규정했을 뿐만 아니라 이번에도 극형을 명한후 홍문관에 소장되어 있던 서양서적을 소각하여 불온한 서양사상의 전파를 차단하는 단호한 조치를 취했다. 이 사건을 계기로 동생 정약용과 형 정약전은 천주교와 완전히 결별하였다. 그러나 전국이 이렇케 소란스러웠음에도 불구하고 정약종은 흔들림이 없었다. 더욱이 부친과 형제들이 제사에 동참을 종용하자 이를 거부하다가 처자식을 데리고 고향 마재를 떠나 한강 건너 양근의 분원으로 이사했다.

### 전교활동
1795년에는 이승훈과 함께 청나라 출신의 로마 가톨릭교회 신부였던 주문모를 맞아들였고, 신앙 실천 운동에 가담하여 인습 타파와 계급 타파의 사회 운동을 촉진하며 천주교 전도에 힘썼다. 또한 주문모 신부가 로마 가톨릭교회의 교리 연구, 전교 활성화를 위해 결성한 평신도 단체인 명도회(明道會)의 회장을 역임했다.
1799년에는 서울에서 한국 최초의 천주교 회장이 되어 많은 사람들에게 전교하는 데 큰 역할을 했다. 특히 조선 천주교인으로는 최초로 순 한글로 된 천주교 교리서 《주교요지》 상,하권을 지어 전교하는 데 큰 공을 세웠다. 이 책을 쓴 가장 큰 이유는 한자를 모르는 신자나 부녀자, 어린아이들도 쉽게 천주교 교리를 이해할 수 있게 하기 위함이었다. 또한 핵심 교리들을 발췌하여 엮음냄으로써 유학자들의 천주교 비판에 대응하기 위해서였다. 특히 안정복이 쓴 《천학문답》은 그동안 전교에 큰 장애가 되어왔었다.

### 사망
1799년에 서울로 이사하여 문영인의 집을 빌어 살기 시작했다. 1801년초 《성교전서》를 집필하던중에 신유박해가 일어났다. 이미 죽을 각오는 되어 있었으나 성상과 교리서적등은 후대에 전해져야 한다고 생각하여 황사영의 집으로 옮겨 감추기로 하였다. 작은 고리짝에 넣고 적당히 위장한 뒤 머슴을 시켜 옮겨놓게 했으나 운반도중에 밀도살한 쇠고기를 운반하는 것으로 오인 받아 포도청에 끌려가고 말았다. 정약종은 2월 11일(음)에 체포되었고 고리짝의 내용물이 모두 자기 것임을 시인한 뒤 천주교 박해의 부당함을 항변하였다. 1801년 2월 26일(음) 서소문 밖에서 이승훈·최필공·최창현 등과 함께 순교하였다. 정약종의 아들인 정철상도 참수당하여 순교했다. 2014년 8월 16일 프란치스코 교황이 한국을 방문하였을 때에 시복되었다.
저서로는 《주교요지》와 《이벽선생몽회록》이 있다. 《이벽선생몽회록》은 1777년에 쓴 종교소설로 이벽을 주인공으로 하고 있다.

## 가계
- 조부: 정지해(丁志諧)
- 조모: 풍산 홍씨 홍길보(洪吉輔)의 딸
  - 아버지: 정재원(丁載遠)
  - 전모 : 의령 남씨 남하덕(南夏德)의 딸
    - 이복 형님 : 정약현(丁若鉉)

  - 생모: 해남 윤씨 윤덕렬(尹德烈)의 딸 윤소온(尹小溫)
    - 형님 : 정약전(丁若銓)
    - 아우 : 정약용(丁若鏞)
    - 누이 : 평창 이씨 이승훈(李承薰)에 출가
    - 누이 : 평강 채씨 채홍근(蔡弘謹)에게 출가
    - 누이 : 연안 이씨 이중식(李重植)에게 출가

  - 서모 : 김씨
    - 이복 동생 : 정약횡(丁若鐄)

- 처 : 경주 최씨(慶州 崔氏)
  - 딸 : 달성 배씨 배윤문(裵允文)에 출가
- 처 : 한산 이씨 이수정(李秀廷)의 딸
  - 아들 : 정철상(丁哲祥), 세례명은 가롤로. 1801년 순교. 감옥에 갇힌 아버지를 돌봄.
- 처 : 유선임, 세례명은 체칠리아. 1839년 순교.
  - 아들 : 정하상(丁夏祥), 세례명은 바오로. 1839년 순교. 이문우등과 함께 앵베르 주교에게 라틴어와 신학을 배운 신학생. 성직자 영입, 신학생 선발(김대건,최양업, 최방제)등에 참여한 천주교회 평신도 활동가.
  - 딸 : 정정혜(丁情惠), 세례명은 엘리샤벳. 1839년 순교

## 정약종이 등장한 작품
- 《소설 목민심서》(KBS 2TV, 2000년, 배우:차광수)